# Нава-дель-Рей
Нава-дель-Рей (ісп. Nava del Rey) — муніципалітет в Іспанії, у складі автономної спільноти Кастилія-і-Леон, у провінції Вальядолід. Населення — 1975 особи (2020).
Муніципалітет розташований на відстані близько 150 км на північний захід від Мадрида, 46 км на південний захід від Вальядоліда.

## Демографія
Динаміка населення (INE ):